# フィリップ・ボイ
フィリップ・ボイ（Philipp Boy：1987年7月23日 - ）は、ドイツ連邦共和国の体操競技選手。

## 略歴
2006年にナショナルチーム入り。2008年の北京五輪では個人総合13位。
2010年から頭角を現し、2010年世界体操競技選手権（ロッテルダム）にて、個人総合で内村航平に次ぐ銀メダルを獲得。ロンジン・エレガンス賞も受賞した。2011年の欧州選手権で個人総合優勝。同年の世界選手権（東京）にて個人総合銀メダル、得意種目の鉄棒で種目別決勝に残ったもののアドラーひねりでのバーキャッチに失敗して落下したため7位だった。